# BMW・700
BMW・700はドイツの自動車メーカー・BMWが1959年8月から1965年9月まで生産したリアエンジンの小型大衆車である。
1950年代末、深刻な経営危機にあったBMW社の業績挽回に寄与した車として知られる。

## 概要
このモデルのベースとなったのはバブルカーBMW・イセッタの発展型である特異な4輪車、BMW・600であった。600は前2席をイセッタ以来の前面開閉ドア、後部座席には別の側面ドアでアクセスするという変形レイアウトを採っていたが、700はフロアパネルやサスペンションなど一部のコンポーネンツを流用しつつも、イセッタや600とは一転、「通常の」自動車の形をしたスチール製モノコックボディに転換した。
直線基調のモチーフに細いピラー、薄いルーフを組み合わせて構成された、シンプルかつクリーンな美しさを持つこのボディスタイリングは、ジョヴァンニ・ミケロッティの作品で、同時期のトライアンフ・ヘラルドと並んで、彼の小型大衆車デザインの傑作とされる。2ドアセダンに加え、大型のBMW・501/502と同じくバウア製の2ドアのクーペとカブリオレも用意された。
リアオーバーハングに搭載されるエンジンは同社のR67型モーターサイクルのものをベースとした空冷・水平対向2気筒で、697ccで32馬力を発し、排気量の割には強力であった。車体も軽量であったため、当時のこのクラスとしては高水準な最高速度125km/hをマークした。 さらに40馬力の高性能版も選択できた。
700シリーズは一定以上の売れ行きを示し、BMWが当時開発中であった本格的な上級小型車である1500 "ノイエ・クラッセ"が発売された1961年までの同社の経営を支える役割を果たした。
1962年3月にはホイールベースが各モデルで16-32cm延長され、「BMW・LS」と改名された。
1965年までの総生産台数は188,211台で、これは歴代BMW車では新記録であった。この最終時点では700より上級のBMW・1500/1600/1800/2000が主力車種に育っており、一方で西ドイツではバブルカー全盛の1950年代に比べ、大衆車市場の下限は1,000ccクラスにほぼ移行していた。このためBMWは700の後継車を出さず、以後は上級小型車以上に専念することとなった。

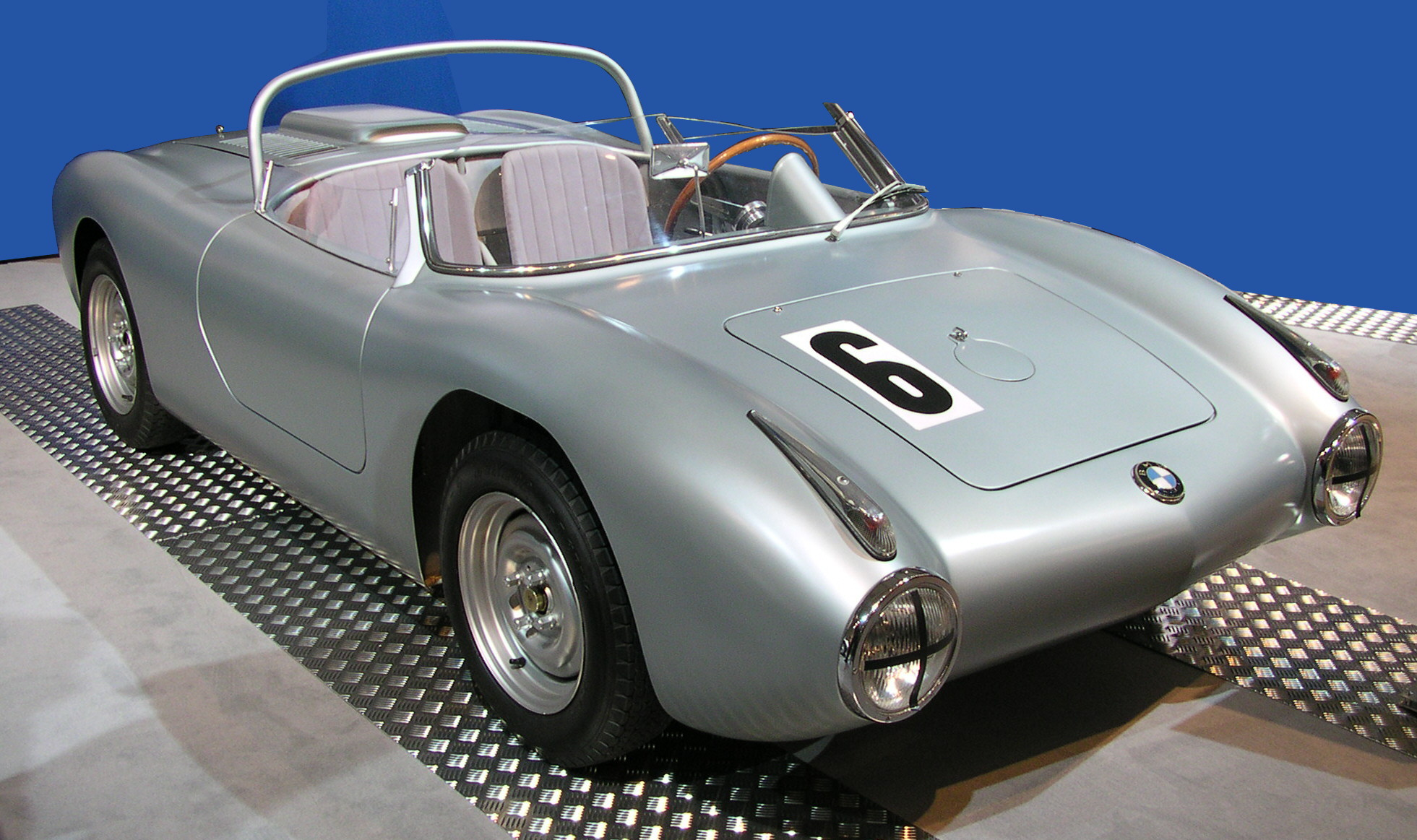
700RS

## 700RS
レーシングモデルとしては70馬力にチューンされた「700RS」があり、新人時代のハンス・シュトゥックやジャッキー・イクスがこのマシンで活躍した。

## 日本への輸入
当時の日本へも輸入元のバルコム・トレーディング・カンパニーによって輸入された。当時の日本車の設計にも影響を与えており、例えば1961年発売の日野・コンテッサ900（1300と違って日野の自社デザイン）のフロント部分のデザインは700のそれと酷似していた。